# 扇豆玻璃介
扇豆玻璃介（学名：Candona lupinia）为金星介科玻璃介屬下的一个种。